# Аврелия (мать Гая Юлия Цезаря)
Авре́лия (лат. Aurelia; умерла в 54 году до н. э.) — римская матрона, мать Гая Юлия Цезаря. Упоминается античными авторами в связи с рядом эпизодов из биографии её сына.

## Биография

### Происхождение
Аврелия принадлежала к плебейскому роду Аврелиев, представители которого занимали курульные должности только с середины III века до н. э. и поэтому считались во II веке «новой знатью», хотя и обладали уже богатством и влиянием. В деталях её происхождение неизвестно. Светоний называет консула 75 года до н. э. Гая Аврелия Котту родственником сына Аврелии — Гая Юлия Цезаря; отсюда в историографии делают вывод, что Аврелия принадлежала к семейству Аврелиев Котт.
Существует гипотеза, что мать Цезаря была дочерью некоего Марка Аврелия Котты и сестрой Гая, Марка и Луция — консулов 75, 74 и 65 годов до н. э. соответственно; Э. Бэдиан считает, что термин propinquus, который Светоний применяет по отношению к Гаю Котте, исключает такой вариант. Согласно родословной схеме Р. Биллоуза, Аврелия была дочерью Луция Аврелия Котты, консула 119 года.

### Брак
В последние годы II века до н. э. Аврелия вышла замуж за Гая Юлия Цезаря — представителя одного из древнейших патрицианских родов Рима, усиливавшего в то время свои позиции благодаря свойству с могущественным Гаем Марием (последний был женат на сестре Цезаря). В этом браке родились трое детей:
- Юлия Старшая, ставшая женой Луция Пинария и Квинта Педия[8];
- Гай Юлий Цезарь, родившийся в 100 или 102 году до н. э.[9];
- Юлия Младшая, жена Марка Атия Бальба[10].

Тацит в своём «Диалоге об ораторах» упоминает Аврелию в числе тех римлянок, которые дали образцовое воспитание своим сыновьям. Аврелия «следила не только за тем, как дети учатся и как выполняют свои другие обязанности, но и за их развлечениями и забавами, внося в них благочестие и благопристойность». Жену Цезаря «хвалили за образцовый порядок в доме и неустанную заботу о детях».
Гай Юлий Старший умер уже в 86 или 84 году до н. э., пройдя cursus honorum до претуры и оставив троих детей на попечении Аврелии.

### Вдовство
Уже в 82 году до н. э. в очередной гражданской войне одержал победу враг марианской партии Луций Корнелий Сулла. Он потребовал от юного Цезаря расторжения брака с дочерью Цинны, политического союзника Мария, но тот ответил отказом; Аврелии пришлось умолять диктатора о том, чтобы тот сохранил жизнь её сыну.
В следующий раз Аврелия упоминается в источниках уже в 60-е годы до н. э. Античные авторы рассказывают, что Гай Юлий-младший, отправляясь на выборы верховного понтифика, поцеловал прослезившуюся мать со словами: «Сегодня, мать, ты увидишь своего сына либо верховным жрецом, либо изгнанником» (вариант Светония: «Или я вернусь понтификом, или совсем не вернусь»).
В 62 году до н. э. Аврелия сыграла важную роль в скандале, связанном с Публием Клодием Пульхром. Этот молодой аристократ с одиозной репутацией, если верить Плутарху, влюбился во вторую жену Цезаря Помпею, и та ответила ему взаимностью. Но любовники не могли встречаться из-за бдительности Аврелии, которая постоянно наблюдала за невесткой. Тогда Клодий дождался таинств Доброй Богини, происходивших в доме Цезаря, и проник туда, переодевшись арфисткой. Но одна из служанок по его голосу поняла, что это мужчина, и подняла тревогу.

«Аврелия, прекратив совершение таинств и прикрыв святыни, приказала запереть двери и начала обходить со светильниками весь дом в поисках Клодия. Наконец его нашли укрывшимся в комнате служанки, которая помогла ему войти в дом, и женщины, обнаружившие его, выгнали его вон».
— Плутарх. Цезарь, 10, 3-4.
В суде над Клодием, обвинённым в святотатстве, Аврелия дала свои показания. В результате этих событий Цезарь развёлся с Помпеей.
Аврелия умерла в 54 году до н. э., когда её сын находился в Галлии. Она ненадолго пережила свою внучку Юлию.

## В культуре
Аврелия действует в романах Колин Маккалоу «Первый человек в Риме», «Битва за Рим» и «Венец из трав», а также в романе Конна Иггульдена о детстве Юлия Цезаря «Врата Рима». В мини-сериале 2002 года «Юлий Цезарь» роль Аврелии исполнила Памела Боуэн.